# 変性疾患
変性疾患（へんせいしっかん、英: degenerative disease）は、継続的な細胞の変性過程の結果生じる疾患である。組織や器官に影響を与え、時とともに徐々に悪化していく。
神経変性疾患では、中枢神経系の細胞は神経変性のために機能停止または死に至る。アルツハイマー病はこうした疾患の一例である。変性疾患の他のグループとしては、循環系に影響を与えるもの（虚血性心疾患など）や新生物疾患（がんなど）がある。
変性疾患には多くの種類が存在し、その一部は老化と関係している。通常の身体的な消耗や生活様式の選択（運動や食生活など）によって変性疾患は悪化する可能性があるが、その影響は疾患の種類に依存している。疾患の主なまたは一部の要因は遺伝的なものであることもあり、ハンチントン病のようにその一部は明らかに遺伝子疾患である。ウイルス、毒素や他の化学物質が原因となることも、原因が未知であることもある。
変性疾患の一部には治癒可能なものもあるが、常に可能であるわけではなく、症状の緩和のみが可能な場合もある。

## 例
- アルツハイマー病（AD）[5]
- 筋萎縮性側索硬化症[5]（ALS、ルー・ゲーリッグ病）
- がん[1]
- シャルコー・マリー・トゥース病（CMT）[6]
- 慢性外傷性脳症[7]
- 嚢胞性線維症[8]
- 一部のシトクロムcオキシダーゼ欠乏症（リー症候群（英語版）の原因となることが多い）[9]
- エーラス・ダンロス症候群[10]
- 進行性骨化性線維異形成症
- フリードライヒ運動失調症[11]
- 前頭側頭型認知症（FTD）[12]
- 一部の心血管疾患 （虚血性心疾患や大動脈弁狭窄症などのアテローム性動脈硬化など）[13]
- ハンチントン病[4]
- 乳児神経軸索ジストロフィー（英語版）[14]
- 円錐角膜（KC）[15]
- 球状角膜（英語版）[16]
- 白質ジストロフィー（英語版）[17]
- 加齢黄斑変性（AMD）[18]
- マルファン症候群（MFS）[19]
- 一部のミトコンドリアミオパチー[20]
- ミトコンドリアDNA枯渇症候群[21]
- 多発性硬化症（MS）[22]
- 多系統萎縮症[23]
- 筋ジストロフィー（MD）[24]
- 神経セロイドリポフスチン症（英語版）[25]
- ニーマン・ピック病[26]
- 変形性関節症[27]
- 骨粗鬆症[27]
- パーキンソン病[5]
- 肺動脈性肺高血圧症[28]
- 全てのプリオン病（クロイツフェルト・ヤコブ病、致死性家族性不眠症など）[5]
- 進行性核上性麻痺[29]
- 網膜色素変性症（RP）[30]
- 関節リウマチ[31]
- サンドホフ病（英語版）[32]
- 脊髄性筋萎縮症（SMA）[33]
- 亜急性硬化性全脳炎[34]
- テイ＝サックス病[32]
- 脳血管性認知症（この疾患自体は神経変性疾患ではない可能性があるが、他の変性型の認知症とともに発症することが多い）[35]